# Queenmaker
Queenmaker (koreanischer Originaltitel: 퀸메이커) ist eine südkoreanische Serie, die von Insight Film, Studio Focus X und AStory für Netflix umgesetzt wurde. Die Serie wurde am 14. April 2023 weltweit auf Netflix veröffentlicht.

## Handlung
Nach einem Gewissenskonflikt tut sich Hwang Do-hee, eine einflussreiche Beraterin und PR-Spezialistin, mit der Bürgerrechtsanwältin Oh Kyung-sook, die sich für die sozial und gesellschaftlich Benachteiligten einsetzt, zusammen, um ihren einstigen Arbeitgeber, dessen weiße Weste nicht so sauber ist, wie es von außen den Anschein hat, zu Fall zu bringen und Oh Kyung-sook zum Sieg bei der Wahl zum Bürgermeister von Seoul zu verhelfen.

## Besetzung und Synchronisation
Die deutschsprachige Synchronisation entstand nach den Dialogbüchern von Ralf Pel und Vasanthi Kuppuswamy sowie unter der Dialogregie von Ralf Pel durch die Synchronfirma RRP Media in Berlin.
| Rolle                      | Schauspieler    | Synchronsprecher      |
| -------------------------- | --------------- | --------------------- |
| Hwang Do-hee               | Kim Hee-ae      | Nora Kunzendorf       |
| Oh Kyung-sook              | Moon So-ri      | Katja Schmitz         |
| Baek Jae-min               | Ryu Soo-young   | Benjamin Stöwe        |
| Son Young-sim              | Seo Yi-sook     | Harriet Kracht        |
| Ma Joong-seok              | Kim Tae-hoon    | Tilmar Kuhn           |
| Yoon Dong-joo              | Ki Do-hoon      | Julian Tennstedt      |
| Eun Chae-ryoung            | Kim Sae-byuk    | Linda Stelzner        |
| Eun Seo-jin                | Yoon Ji-hye     | Anna Amalie Blomeyer  |
| Guk Ji-yeon                | Ok Ja-yeon      | Franziska Endres      |
| Carl Yoon / Yoon Dae-cheol | Lee Kyung-young | Samuel Zekarias       |
| Kang Ho-rae                | Jung Young-hoon | Richard Lingscheidt   |
| Kang Moon-bok              | Hyun Bong-sik   | Hendrik Martz         |
| Kang Hyun-woo              | Park Sang-hoon  | Jonas Frenz           |
| Han I-seul                 | Han Chae-kyung  | Emily Gilbert         |
| Seo Min-jung               | Jin Kyung       | Katja Hiller          |
| Vorsitzende Cheon          | Kim Hwa-young   | Andrea Solter         |
| Lee Cha-sun                | Kim Ho-jung     | Sabina Trooger        |
| Sun-young                  | Seo Eun-ah      | Janina Isabell Batoly |
| Rinjo                      | Lee Chae-won    | Meryem Basar          |
| Yang Seon-dong             | Kim Byung-ok    | Roman Kretschmer      |
| Kim Hwa-soo                | Kim Sun-young   | Regina Gisbertz       |
| Sa Jae-gon                 | Kim Hak-sun     | Volker Wackermann     |
| Kim Jeong-do               | Jeon Jin-ki     | Boris Freytag         |
| Han Jae-i                  | Kim Min-ah      | Marija Mauer          |
| Yook Seung-cheol           | Kim Ik-tae      | Stephan Baumecker     |
| Mutter von Gyeong-min      | Jin Soo-hyun    | Daniela Schneider     |
| Abgeordneter Sung          | Jo Won-hee      | Jens-Uwe Bogadtke     |

## Episodenliste
| Nr.                                                                        | Deutscher Titel | Originaltitel |
| -------------------------------------------------------------------------- | --------------- | ------------- |
| 1                                                                          | Folge 1         | 1화           |
| 2                                                                          | Folge 2         | 2화           |
| 3                                                                          | Folge 3         | 3화           |
| 4                                                                          | Folge 4         | 4화           |
| 5                                                                          | Folge 5         | 5화           |
| 6                                                                          | Folge 6         | 6화           |
| 7                                                                          | Folge 7         | 7화           |
| 8                                                                          | Folge 8         | 8화           |
| 9                                                                          | Folge 9         | 9화           |
| 10                                                                         | Folge 10        | 10화          |
| 11                                                                         | Folge 11        | 11화          |
| Am 14. April 2023 wurden alle Folgen der Serie bei Netflix veröffentlicht. |                 |               |